# Parafia Matki Bożej Nieustającej Pomocy w Dobieszynie
Parafia Matki Bożej Nieustającej Pomocy w Dobieszynie − parafia rzymskokatolicka, znajdująca się w archidiecezji przemyskiej, w dekanacie Krosno I.

## Historia
18 czerwca 1985 roku w dekretem bpa Ignacego Tokarczuka została erygowana parafia, z wydzielonego terytorium parafii Jedlicze. Pierwszym proboszczem został ks. Stefan Śnieżek, wcześniej wikariusz parafii w Krośnie – Polance. W latach 1985–1988 zbudowano murowany kościół, według projektu arch. inż. Mieczysława Krukierka i obliczeń konstrukcyjnych inż. Tadeusza Woźniaka. 26 czerwca 1988 roku bp Ignacy Tokarczuk poświęcił kościół pw. Najświętszej Maryi Panny Nieustającej Pomocy. 27 czerwca 2010 roku abp Józef Michalik dokonał konsekracji kościoła.
Ksiądz Stefan Śnieżek pełnił funkcję proboszcza do 1989 roku, po czym zastąpił go ksiądz Józef Szeliga, który kierował parafią do 1994 roku. Następnie proboszczem został ksiądz Jan Wit, sprawując tę funkcję do 2 lutego 1997 roku. Od 3 lutego 1997 roku do 6 listopada 2018 roku parafią zarządzał ksiądz Tadeusz Ziaja. Po jego śmierci obowiązki proboszcza przejął ksiądz Marek Lewandowski. Od 2024 roku proboszczem parafii jest ksiądz Wiesław Marecki.
Na terenie parafii jest 1 509 wiernych. 

## Duszpasterze
Proboszczowie parafii:
1985–1989. ks. Stefan Śnieżek.
1989–1994. ks. Józef Szeliga.
1994–1997. ks. Jan Wit.
1997–2018. ks. Tadeusz Ziaja.
2018–2024. ks. Marek Lewandowski.
2024– nadal ks. Wiesław Marecki.